# Манасия (манастир)
Вижте пояснителната страница за други значения на Манасия.
Манасия (на сръбски: Манастир Манасија) е манастир до Деспотовац, Поморавски окръг на река Ресава основан от деспот Стефан Лазаревич между 1407 и 1418 г. Укрепен с крепостни стени с 11 на брой отбранителни кули. Тук Константин Костенечки, създава известната Ресавска школа.
През 1439 г. османците за първи път обсаждат манастира, а от 1458 г. той е вече под властта на султана, след като Смедеревското деспотство престава да съществува. През периода на османското владичество, манастирът е многократно ограбван (1476 г., 1734 г.). В началото на 19 век, по време на тъй нареченото първо въстание в Белградския пашалък, манастирът е почти изцяло разрушен, след което няколко години тъне в руини до средата на 19 век.
Манастирският комплекс, посветен на потомъка на давидовия род Манасия, включва църквата „Света Троица“, една голяма магерница (служила и за зала), и манастирски сгради с килии за монасите. Манастирската църква „Света Троица“ е с кръстокуполна конструкция, с три апсиди и пет кубета на високи барабани. От западната страна, в непосредствена близост до църквата, е разположена голям притвор, покрит от голям купол. Най-известната отбранителна кула на стената е Деспотовата.
Фреските, които датират от края на XIV век, са издържани в типичния къснопалеологов ренесанс. Сред тях се откроява образа на Манасия. На апсидата на църквата са изписани сцените с приемането на причастие от апостолите, поклонението на Агнеца, в купола – пророците, а в наоса – фрагменти от великите празници, чудесата на Христос, на по-ниските нива – светите войни, а на западната стена – Успение Богородично, над който е изобразен в цял ръст ктитора деспот Стефан, поднасящ в дар на Бога и земните грешници – Божият храм.
Стенописите на Манасия са паметник на средновековното изобразително изкуство.